# Dondice occidentalis
Dondice occidentalis is een slakkensoort uit de familie van de Facelinidae. De wetenschappelijke naam van de soort is voor het eerst geldig gepubliceerd in 1925 door Engel.